# Erodocus
Erodoccs ou Erodocus est un cosmographe, chroniqueur et géographe du Moyen Âge qui a vraisemblablement vécu au XIIIe siècle.
Ses textes originaux ont été perdus. 

Cet auteur n'est aujourd'hui connu que parce qu'ayant été cités par des chroniqueurs ayant vécu peu après lui et plusieurs historiens de l'époque des lumières au XIXe siècle ont considéré qu'il n'était pas une source fiable, car ayant intégré des éléments fabuleux ou mythiques à sa géographie historique.

## Éléments bibliographiques
On ignore ses dates de naissance et de mort, mais l'historien médiévaliste et baron Frédéric Auguste Ferdinand Thomas de Reiffenberg estimait qu'Erodoccs était encore vivant après 1148 (année de la mort d'Alvise (chanoine de Saint-Bertin, devenu évêque d'Arras), « attendu qu'il cite une lettre adressée à ce prélat par Robert, archidiacre d'Ostrevant »,).   

## Œuvre
Erodoccs aurait écrit De descriptione regionum, ou De la description du monde, ouvrage dont Jacques de Guyse a emprunté plusieurs extraits (dont un court chapitre sur les Ruthènes. Karam Meyer l'appelle "Orodocus", à propos du même peuple ruthène.), de même que Barthélemi l'Anglais (parfois confondu avec Bartélémi de Glanvill (aussi dit « Bartholomeus de Glanvilla »), qui le cite dans son livre Des Propriétés des choses, y ayant puisé de nombreux éléments de son propre aveu,

## Risque de confusion
Il peut parfois être confondu en tant qu'auteur avec Hérodote d'Halicarnasse quand le nom de ce dernier a été écrit "Erodote" avec une lettre "t" peu lisible, mal faite ou mal imprimée. 